# Comtat de Louth
El comtat de Louth (pron.: /ˈlaʊð/; irlandès Contae Lú)) és un comtat de la província de Leinster (República d'Irlanda).

## Ciutats i viles
- Annagassan
- Ardee
- Ballymascanlan
- Baltray
- Blackrock
- Carlingford
- Castlebellingham
- Clogherhead
- Collon
- Drogheda
- Dromiskin
- Dundalk
- Dunleer
- Greenore
- Gyles' Quay
- Jenkinstown
- Knockbridge
- Louth
- Omeath
- Sandpit (Louth)
- Stonetown
- Tallanstown
- Termonfeckin
- Tinure
- Tullyallen

## Història
Est és un comtat envoltat en el mite, la llegenda i la història, remuntant-se al Táin Bó Cúailnge. El seu nom ve de Lughbhaidh (relacionat amb la divinitat cèltica Lug). El comtat va viure més endavant la influència dels vikings segons el vist en nom de Carlingford Lough. Durant el segle xiv els Hiberno-Normands van derrotar l'exèrcit escocès d'Edward Bruce (germà de Robert Bruce) en la batalla de Faughart prop de Dundalk, Edward no sols va perdre les seves opcions per convertir-se en Rei Suprem d'Irlanda, sinó també la seva vida. Els segles xvi i xvii van oferir moltes escaramusses i batalles que implicaven les forces irlandeses i angleses. Oliver Cromwell va atacar Drogheda en 1649 derrotant a la guarnició reialista que defensava la ciutat.

## Situació de l'irlandès
L'àrea d'Omeath encara era gaelòfona a començaments del segle xx. S'hi parlava un dialecte irlandès propi fins al voltant del 1930, però actualment és extint, tot i que s'han fet algunes gravacions. Segons el cens de 2011 unes 1.587 persones usen l'irlandès diàriament al marge del sistema educatiu.

## Personatges il·lustres
- Pierce Brosnan - actor
- The Corrs - grup de pop/rock
- Evanna Lynch - actriu, ha fet el paper de Luna Lovegood als films de Harry Potter

## Galeria d'imatges

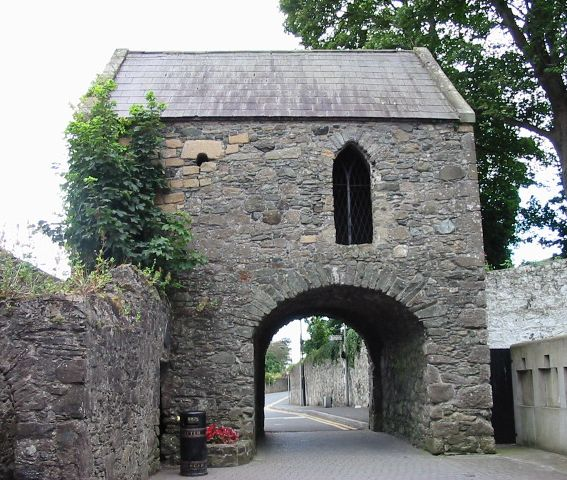
Tholsel, Carlingford
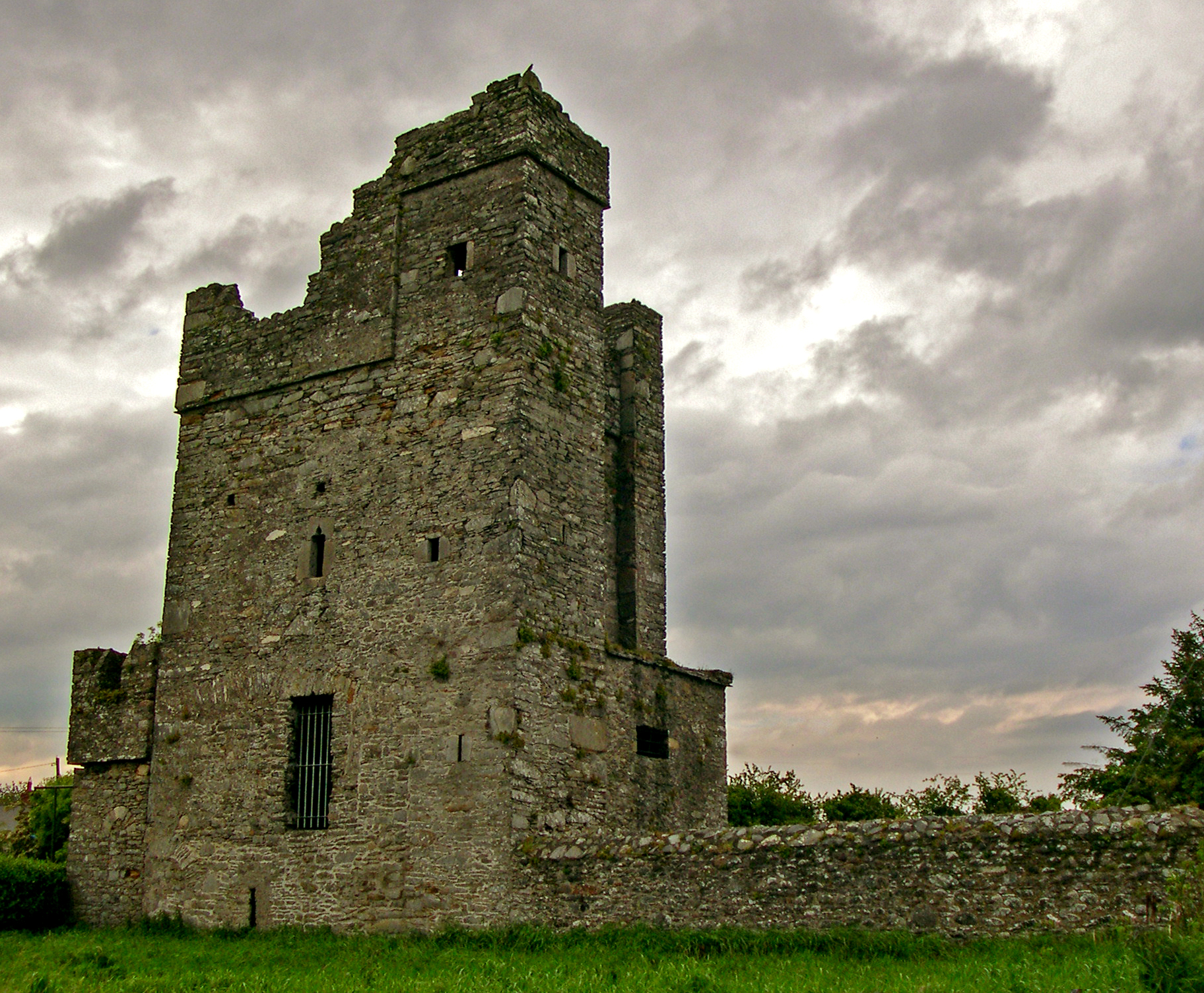
Castell de Termonfekin
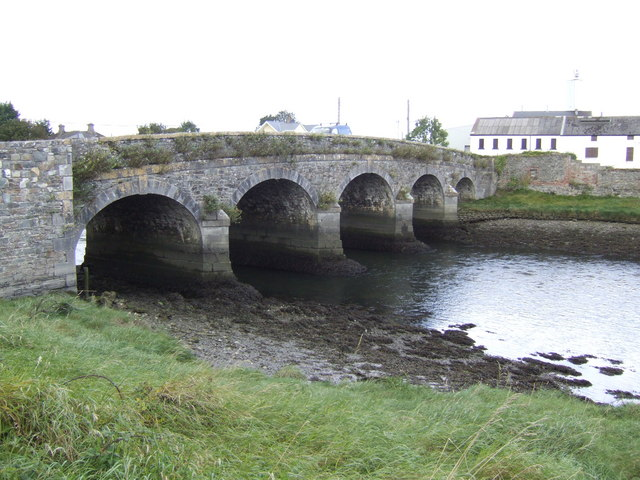
Pont d'Annagassan
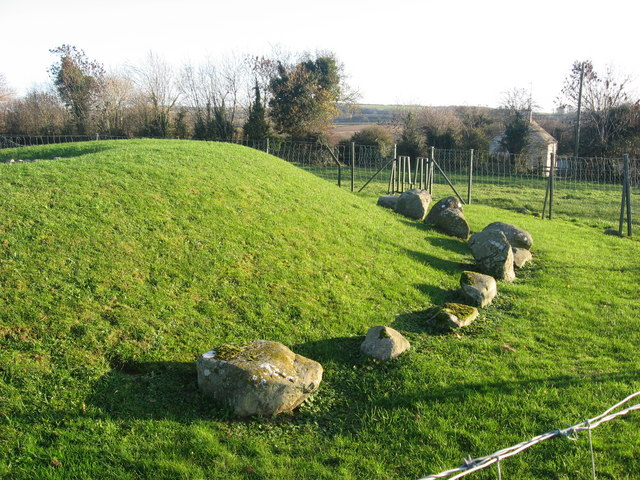
Townleyhall